# أليكس برونر
أليكس برونر (بالإيطالية: Alex Brunner)‏ (8 ديسمبر 1973 ترييستي مملكة إيطاليا - ) هو لاعب كرة قدم إيطالي يلعب كحارس مرمى.

## وصلات خارجية
- أليكس برونر على موقع قاعدة بيانات كرة القدم.إي يو (الإنجليزية)